# (10137) Thucydide
(10137) Thucydide, désignation internationale (10137) Thucydides, est un astéroïde de la ceinture principale.

## Description
(10137) Thucydide est un astéroïde de la ceinture principale. Il fut découvert par Eric Walter Elst le 15 août 1993 à Caussols. Il présente une orbite caractérisée par un demi-grand axe de 2,47 UA, une excentricité de 0,1989 et une inclinaison de 3,76° par rapport à l'écliptique.
Il fut nommé en hommage à Thucydide (460-400 av. J.-C.), célèbre historien des Grecs anciens.

## Compléments